# Боевая машина десанта

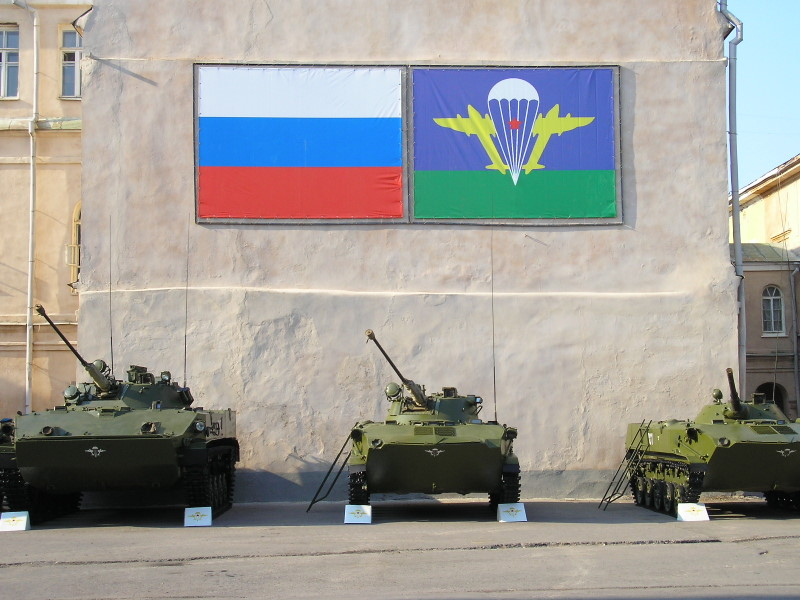
Серия БМД в РВВДКУ. Слева направо: БМД-3, БМД-2, БМД-1. 2006 год

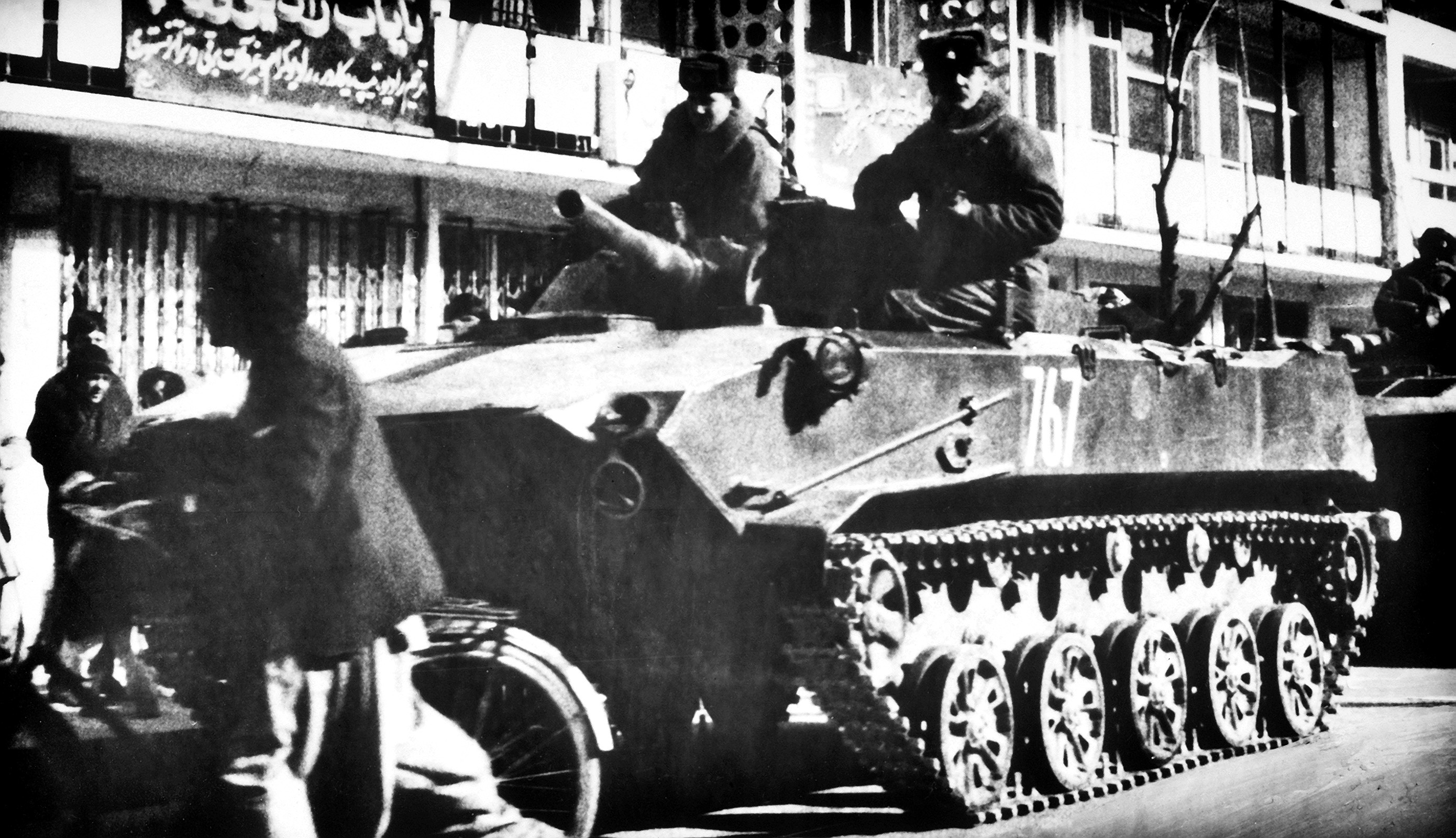
Советские десантники на БМД-1, Афганистан, 25 марта 1986 года

Боевая машина десанта (БМД) — боевая бронированная гусеничная плавающая машина, которая может десантироваться парашютным или парашютно-реактивным способом. 
БМД предназначена для огневой поддержки и транспортировки парашютно-десантного отделения Воздушно-десантных войск, повышения мобильности, вооружённости, защищённости личного состава на поле боя, а также поддержки их огнём бортовых орудия и пулемётов.

## История
С момента создания воздушно-десантных формирований в ВС Союза ССР стали задумываться о введении в состав формирований средств моторизации и механизации. В 1931 году на основании директивы, от 18 марта, в Ленинградском военном округе был сформирован нештатный, опытный авиационный моторизованный десантный отряд (авиамотодесантный отряд). Он предназначался для исследования вопросов оперативно-тактического применения и наиболее выгодных организационных форм авиационных десантных (воздушно-десантных) подразделений, частей и соединений.
Отряд насчитывал 164 человека личного состава и состоял из:
- одной стрелковой роты;
- отдельных взводов: сапёрного, связи и лёгких машин;
- тяжёлой бомбардировочной авиационной эскадрильи (авиаэскадрильи) (12 самолётов — ТБ-1);
- одного корпусного авиационного отряда (авиаотряда) (10 самолётов — Р-5).

Отряд имел на вооружении:
- две 76-мм динамореактивные пушки Курчевского (ДРП);
- две танкетки — Т-27;
- 4 гранатомёта;
- три лёгкие броневые машины (бронемашины);
- 14 ручных и 4 станковых пулемёта;
- 10 грузовых и 16 легковых автомобилей;
- 4 мотоцикла и один самокат (современность — велосипед). С течением времени в Союзе ССР появились и специально разработанные для формирований ВДВ средства поддержки и транспортировки, такие как ГТ-МУ, АСУ-57, АСУ-76, АСУ-85 и другие.

Ближайшими к БМД по классу машинами являются бронетранспортёр и боевая машина пехоты (БМП). В настоящее время основным отличием БМД является способность десантирования с помощью парашюта. Разница также заключается в задачах, которые возлагались на боевые машины в ходе проектирования. БТР, в основном, разрабатывался как транспортное средство стрелков (пехоты), в то время, как на БМП и БМД дополнительно возлагались задачи поддержки стрелков (пехоты) огнём бортовых орудия и КПВТ в наступлении и обороне. БМП и БМД отличаются от БТР лучшей защитой и более высокой огневой мощью. БТР же, имея колёсный ход, значительно превосходит их в скорости по дорогам с улучшенным покрытием. В последнее время разработаны варианты гусеничных БТР на базе танков с противоснарядным бронированием и различия между гусеничными БТР, БМП и БМД по их боевым свойствам практически исчезли.
БМД-1 — десантируются из самолётов типа Ан-12, Ан-22, а БМД-3 — из самолётов типа Ан-22, и Ил-76.
БМД вооружены:
- пушкой калибра 73 мм (БМД-1) или автоматической 30-мм пушкой (БМД-2, БМД-3), пусковая установка ПТУР, 2 курсовых пулемёта калибра 7,62 мм и спаренным 7,62-мм пулемётом ПКТ в башне кругового вращения;
- одним (БМД-2) или двумя (БМД-1) курсовыми пулемётными установками в передней части корпуса;
- комплексом противотанкового ракетного вооружения (кроме командирского варианта БМД-2К).

Специальная гидравлическая система подвески позволяет быстро изменять клиренс, не выходя из машины.
БМД использовались в Воздушно-десантных войсках ВС Союза ССР с 1969 года (БМД-1), сейчас находятся на вооружении России и ряда бывших союзных республик.
Экипаж: командир машины (командир отделения), наводчик-оператор, старший стрелок, пулемётчик, стрелок-помощник гранатомётчика, гранатомётчик, механик-водитель. При действиях в пешей атаке всё отделение (кроме механика-водителя и наводчика-оператора) спешивается.